# Diourbelia ancylolomiae
Diourbelia ancylolomiae är en stekelart som beskrevs av Jean Risbec 1951. Diourbelia ancylolomiae ingår i släktet Diourbelia och familjen puppglanssteklar.
Artens utbredningsområde är:
- Kamerun.
- Senegal.

Inga underarter finns listade i Catalogue of Life.